# Mutiny Bootleg E.P.
Mutiny Bootleg E.P. — перший соло та мініальбом американського музиканта і співака Бена Муді.

## Список пісень
Автор музики і слів Бен Муді. 
| #  | Назва                                   | Тривалість |
| -- | --------------------------------------- | ---------- |
| 1. | «Never Turn Back»                       | 4:18       |
| 2. | «Everything Burns» (разом з Ханою Песл) | 4:01       |
| 3. | «The Way We Are»                        | 4:07       |
| 4. | «Wishing Well»                          | 4:38       |